# Volta a Catalunya de 1924
La Volta a Catalunya de 1924 fou la sisena edició de la Volta a Catalunya. La prova es disputà en quatre etapes, entre el 29 de maig i l'1 de juny de 1924, per un total de 658 km. El vencedor final fou el català Muç Miquel, per davant de Teodor Monteys i Victorino Otero.
La primera i quarta etapa són bàsicament planes, mentre que les dificultats muntanyoses es troben a la segona etapa, amb el coll de Sentigosa, i sobretot a la tercera etapa, en què els ciclistes han de superar el coll de la Pollosa, el coll del Bruc i finalment el coll de Lilla.
40 ciclistes s'inscriuen per prendre part a la cursa, però finalment sols seran 36 els que prenguin part a la primera etapa. 27 ciclistes aconseguiran acabar la cursa.

## Classificació final
| Pos. | Ciclista           | Temps        |
| 1    | Muç Miquel         | 25h 01' 00"  |
| 2    | Teodor Monteys     | + 10' 13"    |
| 3    | Victorino Otero    | + 15' 10"    |
| 4    | Joan Juan          | + 34' 40"    |
| 5    | Jaume Janer        | + 38' 40"    |
| 6    | Antoni Torrell     | + 58' 49"    |
| 7    | Pere Sant i Cirera | + 1h 06' 13" |
| 8    | Manuel Alegre      | + 1h 08' 02" |
| 9    | Josep Maria Sans   | + 1h 34' 36" |
| 10   | Miguel García      | + 1h 35' 14" |

## Etapes
| Etapa | Data       | Recorregut           | Km     | Vencedor d'etapa | Líder de la general |
| ----- | ---------- | -------------------- | ------ | ---------------- | ------------------- |
| 1a    | 31 de maig | Barcelona - Figueres | 184 km | Muç Miquel       | Muç Miquel          |
| 2a    | 1 de juny  | Figueres - Vic       | 176 km | Teodor Monteys   | Muç Miquel          |
| 3a    | 2 de juny  | Vic - Reus           | 188 km | Muç Miquel       | Muç Miquel          |
| 4a    | 3 de juny  | Reus - Barcelona     | 110 km | Jaume Janer      | Muç Miquel          |

### Etapa 1. Barcelona - Figueres. 184 km
|   | Ciclista        | Temps      |
| - | --------------- | ---------- |
| 1 | Muç Miquel      | 6h 08' 00" |
| 2 | Teodor Monteys  | + 4' 43"   |
| 3 | Victorino Otero | + 7' 50"   |

|   | Ciclista        | Temps      |
| - | --------------- | ---------- |
| 1 | Muç Miquel      | 6h 08' 00" |
| 2 | Teodor Monteys  | + 4' 43"   |
| 3 | Victorino Otero | + 7' 50"   |

### Etapa 2. Figueres - Vic. 176 km
|   | Ciclista        | Temps      |
| - | --------------- | ---------- |
| 1 | Teodor Monteys  | 7h 34' 00" |
| 2 | Muç Miquel      | m. t.      |
| 3 | Victorino Otero | m. t.      |

|   | Ciclista        | Temps       |
| - | --------------- | ----------- |
| 1 | Muç Miquel      | 13h 42' 00" |
| 2 | Teodor Monteys  | + 4' 43"    |
| 3 | Victorino Otero | + 7' 50"    |

### Etapa 3. Vic - Reus. 188 km
|   | Ciclista        | Temps      |
| - | --------------- | ---------- |
| 1 | Muç Miquel      | 7h 21' 00" |
| 2 | Teodor Monteys  | + 5' 30"   |
| 3 | Victorino Otero | + 7' 20"   |

|   | Ciclista        | Temps       |
| - | --------------- | ----------- |
| 1 | Muç Miquel      | 21h 03' 00" |
| 2 | Teodor Monteys  | + 10' 13"   |
| 3 | Victorino Otero | + 15' 10"   |

### Etapa 4. Reus - Barcelona. 110 km
|   | Ciclista        | Temps     |
| - | --------------- | --------- |
| 1 | Jaume Janer     | 3h 58' 30 |
| 2 | Telmo García    | m. t.     |
| 3 | Victorino Otero | m. t.     |

|   | Ciclista        | Temps      |
| - | --------------- | ---------- |
| 1 | Muç Miquel      | 25h 01' 00 |
| 2 | Teodor Monteys  | + 10' 13   |
| 3 | Victorino Otero | + 15' 10   |